# Dulce Compania
Dulce Compania ist ein Aktionstheater aus Berlin. Die Kompanie wurde im Jahr 2003 von der chilenischen Künstlerin  Marjorie Ibaceta Chau und dem Deutschen Marko Bubke-Chau gegründet.
Im Jahr 2007 kam der Chilene Gonzalo Oyarzun Riveros dazu. Bei ihren internationalen Produktionen wird das Team verstärkt durch einen großen Pool an Tänzern und Tänzerinnen sowie Schauspieler und Schauspielerinnen. Im Jahr 2008 belegte Dulce Compania den 1. Platz und 2010 den 2. Platz beim Karneval der Kulturen in Berlin vor jeweils mehr als 1 Million Zuschauern. Anfang 2014 endete die Zusammenarbeit mit Marjorie Ibaceta Chau. 
Der Schwerpunkt der Arbeit liegt bei Hochstelzen-Walkacts. Dabei greift Dulce Compania auf ein großes Repertoire phantasievoller Kostüme zurück.
Darüber hinaus realisiert Dulce Compania größere und kleinere Showproduktionen für Veranstaltungen.